# 金山桥站 (漳州市)
金山桥站位于福建省漳州市华安县华丰镇，车站作为会让站建于1974年，以增加鹰厦线的运输能力。距鹰潭站583公里，距厦门站111公里。现为五等站。客运办理旅客乘降、行李包裹托运，货运办理整车货物发到。
2024年10月18日鹰厦线华安城区段外移工程建成通车，位于老线上的金山桥站关闭。车站关闭后，老站财产将被当地政府接收。